# Quand j'étais chanteur
Pour les articles homonymes, voir Quand j'étais chanteur (homonymie).
Singles de Michel Delpech
Nous n'habitons pas ensemble
(1975) Ce lundi-là
(1975)
Pistes de Michel Delpech/Quand j'étais chanteur
Même Germaine elle était stoned
Quand j'étais chanteur est une chanson de Michel Delpech sortie en 1975 sur l'album Michel Delpech/Quand j'étais chanteur et en 45 tours la même année. Elle a été écrite par Michel Delpech et Jean-Michel Rivat, et composée par Roland Vincent. Le 45 tours a été vendu à 223 000 exemplaires.

## Description
Dans cette chanson, Michel Delpech, âgé de seulement 29 ans, parle de lui-même en se projetant à l'âge de 73 ans (soit en 2019) et évoque avec nostalgie les quelques souvenirs du temps où il était chanteur en pleine gloire. Un chanteur populaire, avec ce que ça a quelquefois de ridicule. Les paroles ont été écrites avec Jean-Michel Rivat, sur une mélodie de Roland Vincent. Cette façon de se projeter dans le temps est inhabituelle. Une quarantaine d'années plus tard, il dit de ce titre : « Je suis assez content de l'idée et de la forme de cette chanson, écrite avec Jean-Michel Rivat. Une description de l'époque, un regard distancié, avec toute cette panoplie que nous étions nombreux à arborer : Mercedes, ceinture, costume blanc, brushing et boots. » Il dira sur les ondes de RTL en 2009 : « (…) Je me souviens on avait trouvé cette idée de mettre la femme du chanteur à la flotte (…) On savait que l'action se situerait à Saint-Georges. Et donc nous sommes descendus chez le libraire qui était au coin de ma rue et on a cherché sur une carte où il y avait des Saint-Georges et quels étaient les fleuves qui étaient près des fameux Saint-Georges. On en a trouvé un dans l'Indre, donc ça nous allait très bien 'on l'a jetée dans l'Indre' c'était pas mal. »
À deux reprises dans la chanson, un contre-chant interprété par les chœurs évoque l'ancienneté d'alors de succès des Beatles : « Far away is Sergeant Pepper, Far away is Penny Lane, All away Strawberry Fields Forever, All away is Yesterday ».
Mort le 2 janvier 2016, à 69 ans, Michel Delpech n'aura pas atteint l'âge qu'il imaginait avoir dans cette chanson. Tout comme il n'aura pas non plus connu la réalisation de ce qu'il annonçait dans son texte : « J'ai appris que Mick Jagger est mort dernièrement » et « J'ai fêté les adieux de Sylvie Vartan ».

## Classement
| Classement (2016) | Meilleure place |
| ----------------- | --------------- |
| France (SNEP)     | 10              |